# Barefoot (sport)
 (février 2015).
Si vous disposez d'ouvrages ou d'articles de référence ou si vous connaissez des sites web de qualité traitant du thème abordé ici, merci de compléter l'article en donnant les références utiles à sa vérifiabilité et en les liant à la section « Notes et références ».
Pour les articles homonymes, voir Barefoot.

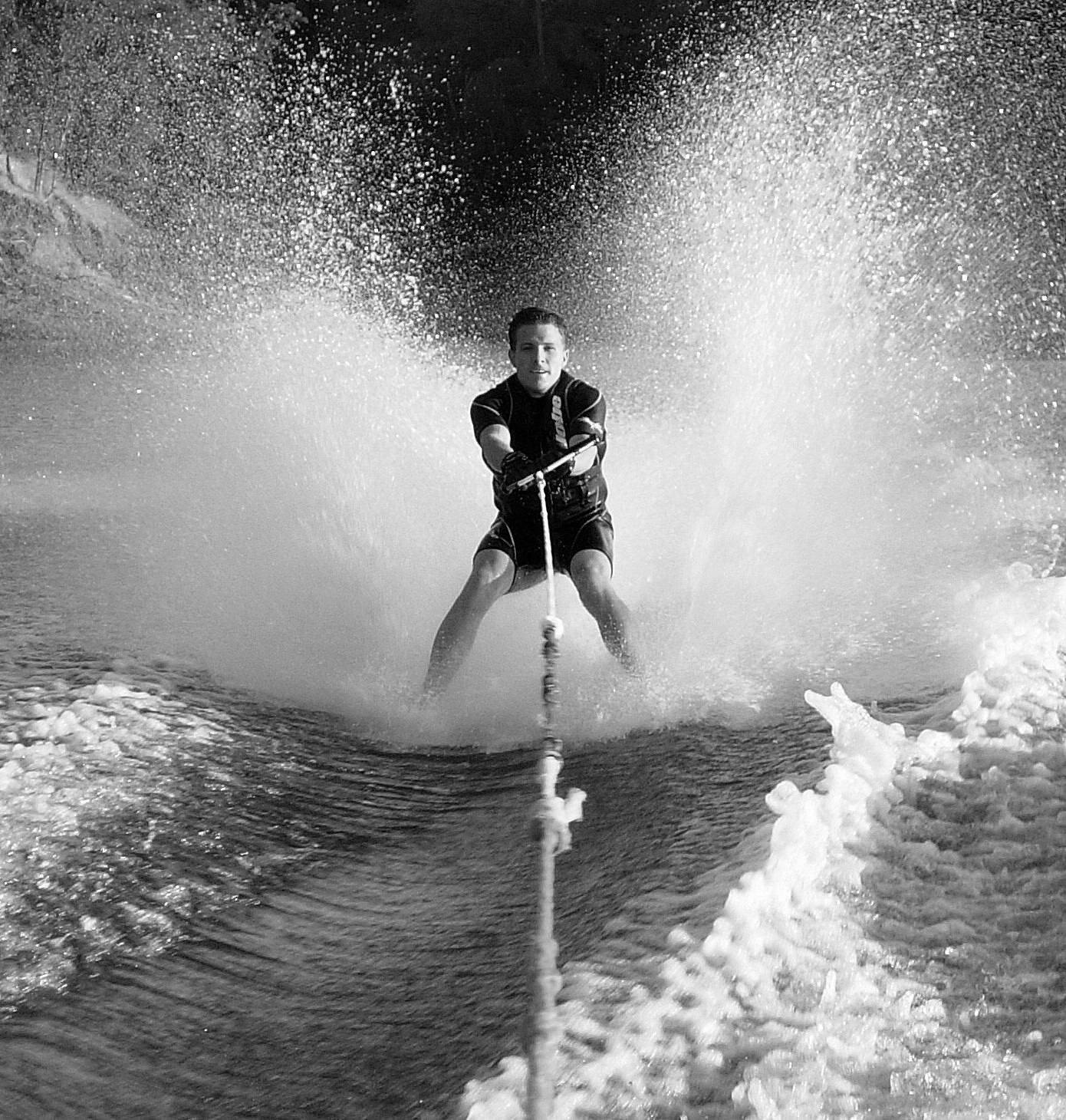

Le barefoot (nu pied en anglais) est une variation du ski nautique, comme le nom le suggère, on fait du ski nautique sans skis. Puisque la surface de contact avec l'eau est radicalement plus petite, le bateau et donc le skieur doivent aller beaucoup plus vite (entre 65 et 75 km/h). Il se trouve tracté à plus de 23 mètres derrière le bateau à des vitesses généralement comprises entre 65 et 80 km/h.
Ce sport est apparu en 1947.

## Slalom
Le record du monde est actuellement supérieur à 21 points c’est-à-dire plus de 21 traversées sur un pied en deux passages de 15 secondes. Le record d’Europe lui est proche de la barrière des 20 points. Le record de France quant à lui est de 19 points et détenu par Patrick Wehner.

## Figures
Le saut périlleux, figure emblématique, reste l’une des figures les plus spectaculaires mais aussi une des plus dures à réaliser.
Le record mondial, propriété de l’Américain Ron Scarpa, à près de 7500 points. Le Français Patrick Wehner, spécialiste de la discipline, détient le record d’Europe à presque 7100 points.

## Saut
Avec l’apparition au début des années 1990 d’une nouvelle technique dite inversée, où le skieur retrouve en position horizontale après avoir quitté le tremplin permettant ainsi pour les meilleurs compétiteurs de passer les 25 mètres et d’être la discipline la plus spectaculaire.
Le mode de calcul des distances a ensuite été informatisé laissant de côté le record du monde de 28,10 mètres de l’allemand Mario Moser et le record de France à 25,70 mètres de Florent Pigeat, au profit de distances légèrement inférieures, précision technique oblige.